# Dichondra argentea
Dichondra argentea, oreja de ratón plateado es una especie botánica del género Dichondra, la cual pertenece a la familia de las convolvuláceas.

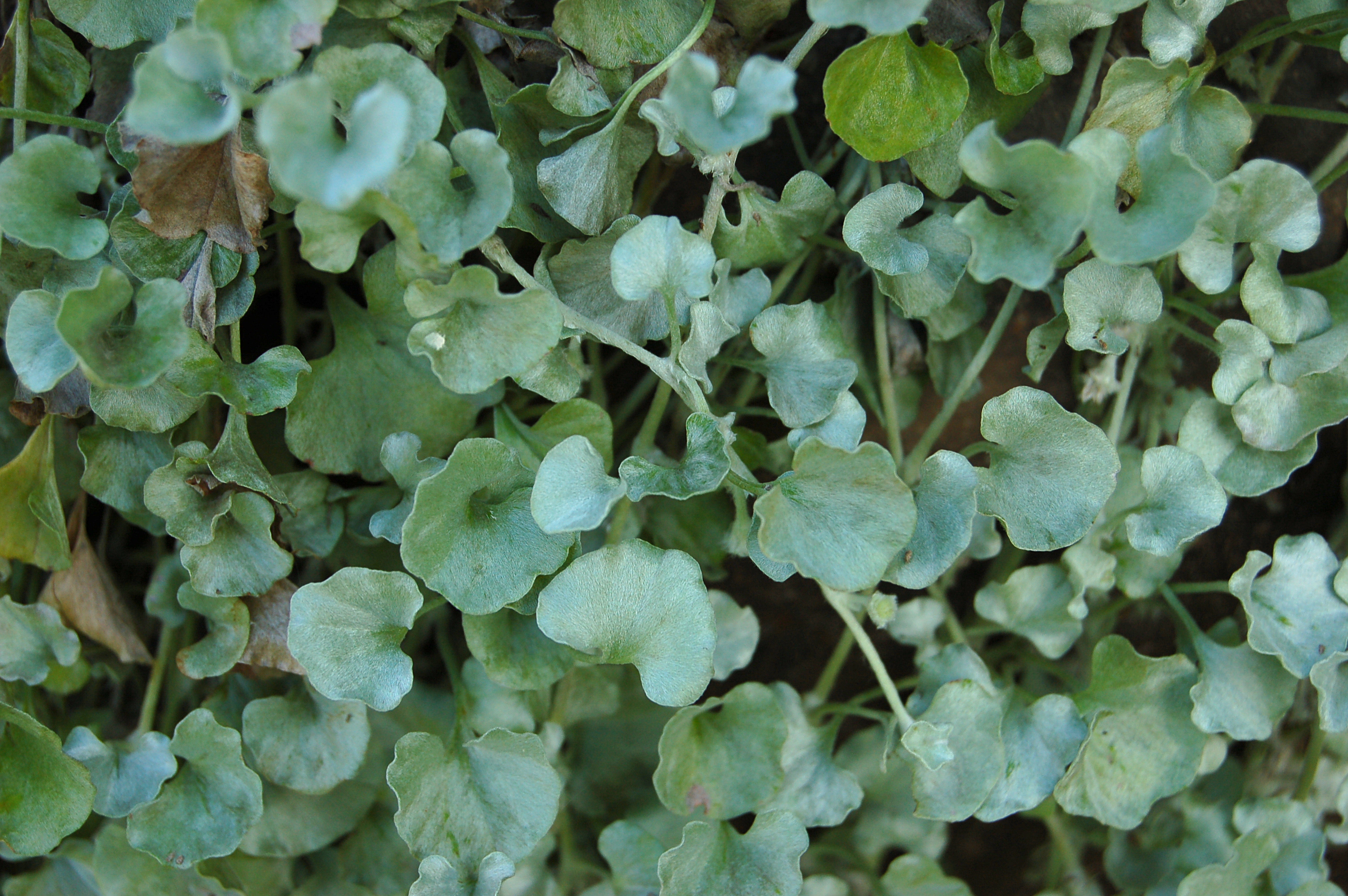
Detalle de las hojas

## Distribución
Nativa del sur de Estados Unidos, México y América del Sur, 

## Descripción
Es una planta perennifolia, xerófita,  rastrera, trepadora de rápido crecimiento, siempreverde. Se extiende en tapiz, tomando la forma del suelo y alcanza de 5 a 10 cm de altura. Sus tallos son cortos, muy ramificados. Las hojas de color verde oscuro son simples, íntegras, alternas, con forma de riñón o de oreja (de ahí su nombre común). Tienen de 1-2 × 2 cm; ápice hendido. Las flores de color blanquecino se presentan aisladas, en pedicelos recurvados. Son poco visibles y tienen un diámetro de 5 mm. El fruto es una cápsula globosa, hendida, de 5 mm de diámetro, pilosa. Semillas café oscuro a negro, de 2 mm de largo, con pelos blancos y cortos.

## Propiedades
Esta planta se conoce popularmente como remedio para la bilis en el norte de la República Mexicana, en los estados de Aguascalientes y Durango.
Además es ingerido como aperitivo, laxante y antiabortivo, en este caso, debido a su propiedad de relajante del músculo uterino. Se le usa también para evitar tener hijos. También contra problemas del corazón, piquetes de hormiga, amargor de boca, dolor de cabeza, para regular la fiebre y aliviar el dolor de muelas, la amigdalitis y el dolor por coraje.
Historia
A principios del siglo XVIII, Juan de Esteyneffer la emplea en cocimiento contra la tripa salida.
En el siglo XX, Maximino Martínez la menciona como antiinflamatorio; contra enfermedades biliosas, y señala que produce idiotez.

## Taxonomía
Dichondra argentea fue descrita por H.B. & Bonpl. ex Willd. y publicado en Enumeratio Plantarum Horti Botanici Berolinensis, . . . 2(7): 81, pl. 81. 1806.
Sinonimia
- Dichondra evolvulacea var. argentea (Humb. & Bonpl. ex Willd.) Kuntze	[3]